# Baragiano
Baragiano es un municipio de Italia situado en la provincia de Potenza, en Basilicata. Tiene una población estimada, a fines de noviembre de 2021, de 2522 habitantes.

## Geografía
Físicamente está dividido en dos: en la colina de la montaña se encuentra el centro histórico y varias oficinas municipales, y en la zona inferior está ubicada la parte nueva.

## Evolución demográfica
| Gráfica de evolución demográfica de Baragiano entre 1861 y 2021 |
|                                                                 |
| Fuente ISTAT - elaboración gráfica de Wikipedia                 |